# 이스토크 푸츠
이스토크 푸츠(슬로베니아어: Iztok Puc, 크로아티아어: Iztok Puc 이즈토크 푸츠, 1966년 9월 14일~2011년 10월 20일)는 크로아티아와 슬로베니아의 핸드볼 선수로 포지션은 레프트윙이다. 슬로베니아 태생이나 유고슬라비아 해체 후 크로아티아 국적을 취득하여 크로아티아 선수로 활동했다. 그는 4개의 클럽에서 활동하여 총 18번의 국내 트로피를 획득했으며, 특히 RK 자그레브 소속 시절에 EHF 챔피언스리그에서 2회 우승을 차지했다. 
국제 대회에서 유고슬라비아, 크로아티아, 슬로베니아 3개 대표팀 소속으로 활동했으며, 유고슬라비아 대표로 1988년 하계 올림픽에서 동메달을 획득했다. 이후 크로아티아 대표로 1996년 하계 올림픽에서 금메달을 획득했다. 1998년에 자신의 혈통인 국가인 슬로베니아 국적을 취득하였으며 2000년 하계 올림픽에 슬로베니아 국가대표로 참가했다.
현역 은퇴 후 가족들과 미국으로 이주했으며 2011년에 폐암으로 인해 45세의 나이로 사망했다. 사후 크로아티아와 슬로베니아 양국에서 연도별 최고 유망주 핸드볼 선수에게 주는 이스토크 푸츠상이 신설되었다.